# 愛之味
愛之味股份有限公司（簡稱：愛之味，臺證所：1217），是台灣嘉義縣民雄鄉一間從事食品加工的公司，隸屬於耐斯企業旗下，成立於1971年6月，主要生產飲料、罐頭食品、調味料等，另有企業轉投資、商辦及土地出租為重要收入來源。

## 歷史沿革
- 1971年6月26日，「國本產業股份有限公司」成立，主要生產飼料。
- 1977年，國本產業設立食品加工廠，生產醬菜罐頭。
- 1983年9月，國本產業更名為「愛之味股份有限公司」。

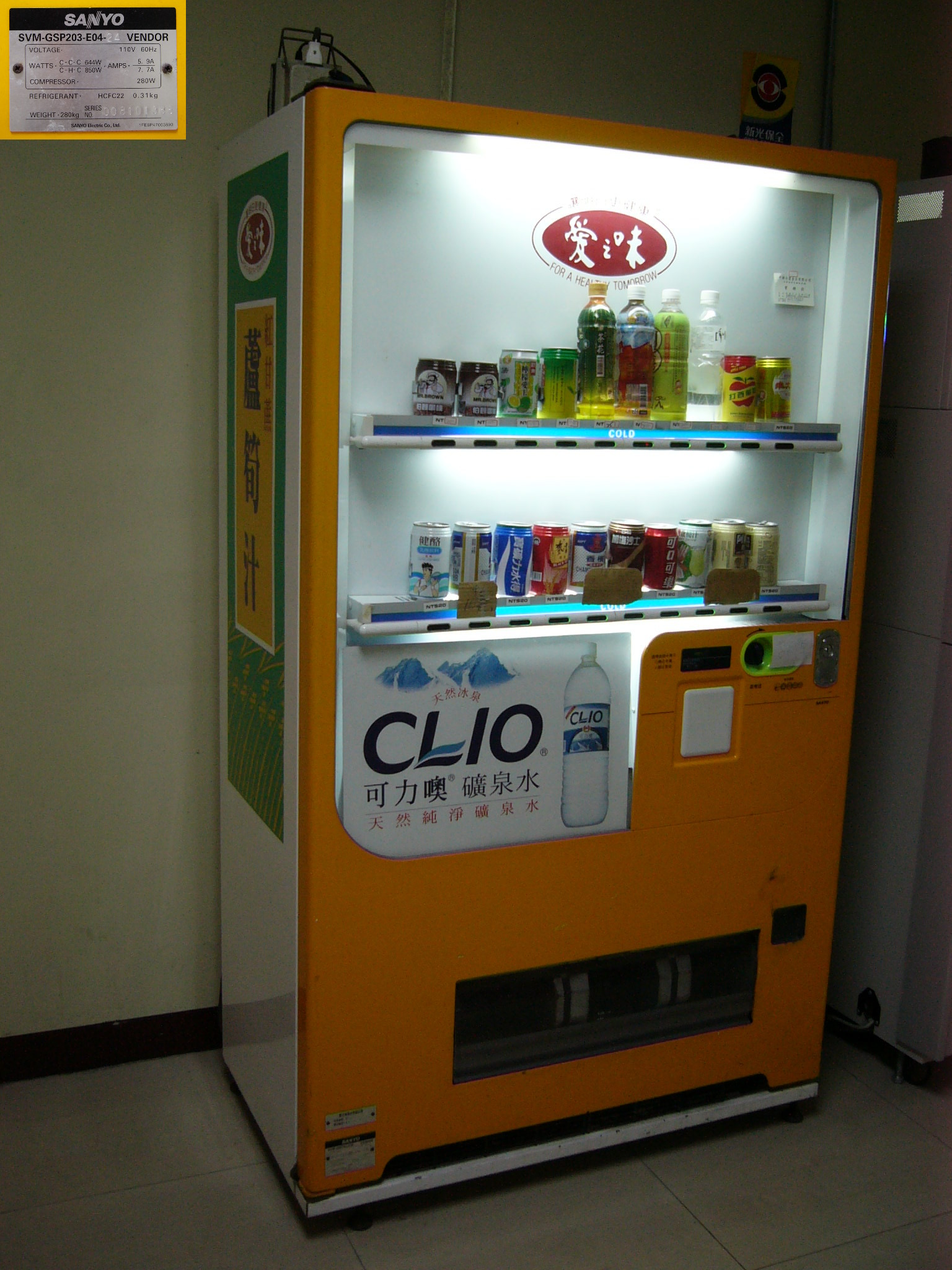
愛之味採用的三洋電機SVM-GSP203-E04-24自動販賣機

- 1991年，愛之味推出巧克力飲料「浪情巧克力」，由郭富城擔任代言人，電視廣告結尾郭富城對女主角說的話「你是我的巧克力」成為當時台灣流行語。
- 1994年，愛之味推出椰奶飲料「莎莎亞椰奶」，廣告歌由庾澄慶作曲、黃大煒主唱。
- 2001年，愛之味贊助台灣大聯盟嘉南勇士一年。
- 2011年，愛之味成為燕京啤酒台灣總代理，愛之味與燕京啤酒成立「燕京愛之味國際股份有限公司」。
- 2011年4月12日，燕京啤酒在台北W飯店舉辦台灣市場上市發布會，燕京愛之味國際開始運營。
- 2014年6月27日至2015年3月4日，愛之味陸續釋出台灣第一生化科技股權，釋股理由是扶植台灣第一生化科技股票上市，股權交易完成後仍持有台灣第一生化科技60.14%股權[1]。
- 2015年12月30日，愛之味宣布與雀巢簽訂十年授權產銷合約，成為雀巢台灣代工廠商，生產製造交由台灣第一生化科技負責，主要生產製造雀巢茶品系列。

## 交通
嘉義市公車
| 路線                    | 業者     | 行先                         | 停靠站             |
| ----------------------- | -------- | ---------------------------- | ------------------ |
| 忠孝新民幹線A （紅A線） | 國光客運 | 彌陀夜市－民雄工業區服務中心 | 民雄工業區服務中心 |

公路客運
| 路線 | 業者       | 行先       | 停靠站 |
| ---- | ---------- | ---------- | ------ |
| 7316 | 嘉義縣公車 | 嘉義－崙子 | 愛之味 |

## 外部連結
- （繁體中文） 愛之味股份有限公司 （页面存档备份，存于）
- 愛之味官方粉絲團的Facebook專頁
- YouTube上的愛之味頻道
- 愛之味產品無添加驗證 （页面存档备份，存于）